# Словенська Вас (Брежице)
Словенська Вас (словен. Slovenska vas) — поселення в общині Брежиці, Споднєпосавський регіон, Словенія. Висота над рівнем моря: 162,6 м.